# Wereldkampioenschappen wielrennen 1978
De wereldkampioenschappen wielrennen 1978 op de weg werden georganiseerd in West-Duitsland. De ploegentijdrit voor amateurs en de wegrit voor vrouwen werden gereden op woensdag 23 augustus in Brauweiler (Pulheim) nabij Keulen. De wegritten voor amateurs en profs vonden plaats op de Nürburgring op zaterdag 26 respectievelijk zondag 27 augustus.
- Bij de profs veroverde de 27-jarige Gerrie Knetemann de wereldtitel. Hij versloeg dankzij een laatste krachtsinspanning de Italiaanse titelverdediger Francesco Moser nipt in een spurt met twee. De Deen Jørgen Marcussen werd derde op twintig seconden. De Duitse favoriet Didi Thurau, die in het vorige wereldkampioenschap tweede was geworden, eindigde nu op de veertiende plaats.

- Bij de amateurs ontsnapte de Nederlander Theo de Rooy op 3 kilometer van de finish uit de groep, maar hij werd op 200 meter van de streep voorbijgesprint en werd pas elfde. De titel ging naar de Zwitser Gilbert Glaus. Eerder was de Belgische favoriet Fons de Wolf na een solovlucht van 40 kilometer ingerekend op ongeveer 10 kilometer van de aankomst; hij werd uiteindelijk 33e. De eerste Belg in de uitslag was Claude Criquielion (14e).[1]

- De ploegentijdrit voor amateurs, over 98,2 km, werd gewonnen door het Nederlandse viertal Guus Bierings, Bert Oosterbosch, Bart van Est en Jan van Houwelingen. Het team onder leiding van bondscoach Rini Wagtmans reed meer dan een minuut sneller dan de ploegen uit de Sovjet-Unie en Zwitserland.

- In het wereldkampioenschap voor dames ging het goud naar de 17-jarige West-Duitse Beate Habetz uit Brauweiler, die in haar eigen woonplaats de groepsspurt won vóór Keetie van Oosten-Hage en de Italiaanse Emanuella Lorenzon. Keetie van Oosten-Hage behaalde daarmee haar zeventiende medaille op wereldkampioenschappen wielrennen (weg en baan).

## Uitslagen

### Elite
Afstand: 273 km.
| Plaats | Renner             | Land       | Tijd     |
| ------ | ------------------ | ---------- | -------- |
| 1      | Gerrie Knetemann   | Nederland  | 7u32'04" |
| 2      | Francesco Moser    | Italië     | z.t.     |
| 3      | Jørgen Marcussen   | Denemarken | +20"     |
| 4      | Giuseppe Saronni   | Italië     | +28"     |
| 5      | Bernard Hinault    | Frankrijk  | z.t.     |
| 6      | Joop Zoetemelk     | Nederland  | z.t.     |
| 7      | Valerio Lualdi     | Italië     | +39"     |
| 8      | Herman Vanspringel | België     | +47"     |
| 9      | André Dierickx     | België     | z.t.     |
| 10     | Roger De Vlaeminck | België     | z.t.     |

### Amateurs
Afstand: 182,5 km.
| Plaats | Renner         | Land        | Tijd     |
| ------ | -------------- | ----------- | -------- |
| 1      | Gilbert Glaus  | Zwitserland | 4u41'47" |
| 2      | Krzystof Sujka | Polen       | z.t.     |
| 3      | Stefan Mutter  | Zwitserland | z.t.     |

### Ploegentijdrit amateurs
Afstand: 98,2 km.
| Plaats | Land        | Tijd     |
| ------ | ----------- | -------- |
| 1      | Nederland   | 1u59'51" |
| 2      | Sovjet-Unie | +1'09"   |
| 3      | Zwitserland | +1'38"   |

### Dames
Afstand: 70,5 km.
| Plaats | Renner                 | Land           | Tijd     |
| ------ | ---------------------- | -------------- | -------- |
| 1      | Beate Habetz           | West-Duitsland | 1u45'02" |
| 2      | Keetie van Oosten-Hage | Nederland      | z.t.     |
| 3      | Emanuella Lorenzon     | Italië         | z.t.     |

1921 · 
1922 · 
1923 · 
1924 · 
1925 · 
1926 · 
1927 · 
1928 · 
1929 · 
1930 · 
1931 · 
1932 · 
1933 · 
1934 · 
1935 · 
1936 · 
1937 · 
1938 · 
1946 · 
1947 · 
1948 · 
1949 · 
1950 · 
1951 · 
1952 · 
1953 · 
1954 · 
1955 · 
1956 · 
1957 · 
1958 · 
1959 · 
1960 · 
1961 · 
1962 · 
1963 · 
1964 · 
1965 · 
1966 · 
1967 · 
1968 · 
1969 · 
1970 · 
1971 · 
1972 · 
1973 · 
1974 · 
1975 · 
1976 · 
1977 · 
1978 · 
1979 · 
1980 · 
1981 · 
1982 · 
1983 · 
1984 · 
1985 · 
1986 · 
1987 · 
1988 · 
1989 · 
1990 · 
1991 · 
1992 · 
1993 · 
1994 · 
1995 · 
1996 · 
1997 · 
1998 · 
1999 · 
2000 · 
2001 · 
2002 · 
2003 · 
2004 · 
2005 · 
2006 · 
2007 · 
2008 · 
2009 ·
2010 · 
2011 · 
2012 · 
2013 · 
2014 · 
2015 · 
2016 · 
2017 · 
2018 · 
2019 · 
2020 ·
2021 ·
2022 ·
2023 ·
2024 ·
2025 ·
2026